# 작은이빨과일박쥐
작은이빨과일박쥐(Neopteryx frosti)는 큰박쥐과에 속하는 박쥐의 일종이다. 작은이빨과일박쥐속(Neopteryx)의 유일종이다. 인도네시아의 토착종이다. 자연 서식지는 아열대 또는 열대 기후 지역의 건조림이다.